# Super Bowl XVIII
Il Super Bowl XVIII è stata la finale della stagione 1983 della National Football League giocata il 22 gennaio 1984 al Tampa Stadium di Tampa  tra i vincitori della National Football Conference (NFC), i Washington Redskins, e della American Football Conference (AFC), i Los Angeles Raiders.  I Raiders sconfissero i favoriti Redskins con un punteggio di 38–9. I 38 punti segnati dai Raiders e il margine di vittoria di 28 punti furono nuovi record dell'evento; al 2013, rimangono il maggior numero di punti segnati da una squadra della AFC nel Super Bowl e l'unica vittoria di un Super Bowl di una squadra con sede a Los Angeles.

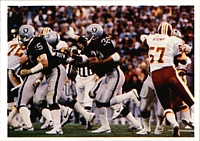
Una fase di gioco del Super Bowl XVIII

I Redskins giunsero alla partita come campioni in carica e dopo aver terminato la stagione regolare con un record di 14-2, il migliore della lega, guidando la lega nel minor numero di yard su corsa concesse e stabilendo l'allora record di 541 punti segnati in stagione. I Raiders erano alla loro seconda stagione a Los Angeles dal loro trasferimento da Oakland nel 1982 e avevano terminato la stagione regolare con un record di 12-4.
I Redskins dati favoriti per 3 a 1 furono sconfitti per 38–9 dai Raiders in maglia nera, con il Super Bowl XVIII che divenne conosciuto con il nome di "Black Sunday". I Raiders superarono ampiamente i Redskins in yard totali guadagnate 385 a 283. Los Angeles si portò in vantaggio 21-3 all'intervallo, grazie ai touchdown di Derrick Jensen su recupero di un punt bloccato e un intercetto di Jack Squirek a sette secondi alla fine del primo tempo. Il running back Marcus Allen dei Raiders fu nominato MVP del Super Bowl, il terzo vincitore dell'Heisman Trophy a vincere tale riconoscimento, correndo 20 volte per 191 yard con 2 touchdown e 2 ricezioni per 18 yard.
Durante questa edizione fu mandato in onda lo spot girato da Ridley Scott, per pubblicizzare il primo computer Macintosh di Apple.

## Formazioni titolari

### Los Angeles Raiders
Jim Plunkett QB - Kenny King RB - Marcus Allen RB - Cliff Branch WR - Malcolm Barnwell WR - Bruce Davis LT - Charley Hannah LG - Dave Dalby C - Mickey Marvin RG - Henry Lawrence RT - Todd Christensen TE.
Howie Long LE - Reggie Kinlaw NT - Lyle Alzado RE - Ted Hendricks LOLB - Matt Millen LILB - Bob Nelson RILB - Rod Martin ROLB - Lester Hayes LCB - Mike Haynes RCB - Mike Davis SS - Vann McElroy FS.

### Washington Redskins
Joe Theismann QB - John Riggins RB - Art Monk WR - Charlie Brown WR - Joe Jacoby LT - Russ Grimm LG - Jeff Bostic C - Mark May RG - George Starke RT - Don Warren TE - Rick Walker TE.
Todd Liebenstein LE - Dave Butz LDT - Darryl Grant RDT - Dexter Manley RE - Mel Kaufman LOLB - Neal Olkewicz MLB - Rich Milot ROLB - Anthony Washington LCB - Darrell Green ROLB - Ken Coffey SS - Mark Murphy FS.

## Punti realizzati
- 1° quarto: touchdown di Derrick Jensen su recupero di punt bloccato in endzone (extra-point convertito) "0-7".
- 2° quarto: touchdown di Cliff Branch su passaggio di 12 yards da Jim Plunkett (extra-point convertito) "0-14" - field goal di 24 yards di Mark Moseley "3-14" - touchdown di Jack Squirek su intercetto di 5 yards ritornate (extra-point convertito) "3-21".
- 3° quarto: touchdown di John Riggins su corsa di una iarda (extra-point bloccato) "9-21" - touchdown di Marcus Allen su corsa di 5 yards (extra-point convertito) "9-28" - touchdown di Marcus Allen su corsa di 74 yards (extra-point convertito) "9-35".
- 4° quarto: field goal di 21 yards di Chris Bahr "9-38".